# Karim Boudiaf
Karim Boudiaf (Rueil-Malmaison, Franciaország, 1990. szeptember 16. –) algériai-marokkói származású katari labdarúgó, az ed-Duhaíl hátvédje, de az élvonalbeli klub középpályásként is bevetheti.

## Klubcsapatokban
2010. szeptember 5-én Boudiaf kezdett a Lekhwiya Al-Arabi Sports Club elleni Jasszem-sejk-kupa döntőjében. A 64. percben kiállították, csapata 1-0-ra kikapott.

## Válogatottban
2009. december 22-én behívták az algériai U23-as labdarúgó-válogatott algíri edzőtáborába.
Boudiaf felvette a katari állampolgárságot és 2013. november 13-án behívták a katari labdarúgó-válogatottba. A szaúdi klub el-Hilál elleni nem hivatalos barátságos mérkőzésen mutatkozott be. Hivatalos meccsen december 25-én, a Palesztina elleni 1–0-s WAFF-kupa-sikerkor mutatkozott be.

## Sikerei, díjai
Lekhwiya/ed-Duhaíl
- Qatar Stars League (2): 2010–11, 2011–12, 2013–14, 2014–15, 2016–17, 2017–18